# Cobra Beer
Cobra Beer är ett brittiskt-indiskt ölmärke som bryggs i flera olika länder. Företaget Cobra Beer grundades 1989 av Arjun Reddy och Karan Bilimoria och är baserat i Fulham i trakten av London, men bedriver ingen bryggeriverksamhet i egen regi. Ölet bryggdes ursprungligen av Mysore Breweries i Bangalore, Indien för export till Storbritannien, och tillverkningen inleddes 1990. Idag bryggs Cobra Beer i Storbritannien (av Charles Wells), Indien, Belgien, Nederländerna och Polen. Det säljs även på export till flera andra länder, och finns bland annat på Systembolaget i Sverige.

## Sortiment
Cobra Beers sortiment består av fem sorter:
- Cobra 5.0% Premium - standardsorten av lageröl som utmärks av väldigt lätt beska och söt smak
- Cobra Zero % - ett alkoholfritt öl
- Cobra Light - ett lågkaloriöl med 4,3% alkoholhalt
- King Cobra - en alkoholstarkare dubbeljäst lager med 8,0% alkoholhalt
- Cobra Bite - lager med fruktsmak, finns i flera olika smaker